# Víctor Mosqueira
José Víctor Mosqueira Lorenzo (Corme, La Coruña, 9 de abril de 1962) es un actor español.

## Biografía
Gran parte de su carrera artística se desarrolla en Galicia, donde participa en multitud de producciones teatrales, cinematográficas y televisivas (destacando su papel en Mareas vivas, que le dio una gran fama en Galicia) hasta que da el salto a la ficción nacional con un personaje fijo en la serie Un paso adelante.
Forma parte del dúo humorístico teatral Mofa e Befa, muy conocido en Galicia, junto al actor Evaristo Calvo.
Ha hecho algunos trabajos como guionista cómico y productor. También ha realizado proyectos publicitarios y trabaja como actor de doblaje desde 1982.
En teatro ha encabezado el cartel de la obra Oeste solitario (2011), de Martin McDonagh.

## Películas
- Un soño de verán (1992) (TV) (Como Acomodador y como Farruco Gaitiñas).
- As xoias da Señora Bianconero (1994), de Jorge Coira.
- A metade da vida (1994), de Raúl Veiga.
- Gran liquidación (1995), de Jorge Coira.
- Cabeza de boi (1996), de José Carlos Soler. Como Tabernero.
- ¿A ti como se che di adeus? (1999),de Jorge Coira. Como Pedro.
- Era outra vez (2000), de Juan Pinzás. Como Nacho.
- El alquimista impaciente (2002), de Patricia Ferreira. Como Guardia Palomo.
- Entre bateas (2002) (TV), de Jorge Coira. Como Mecánico SVA.
- El regalo de Silvia (2003), de Dionisio Pérez. Como Juan.
- La promesa (2004), de Héctor Carré. Como Cura.
- Pataghorobí (2005) (TV), de Ricardo Llovo.
- Hai que botalos (2005), de Jorge Coira.
- Galatasaray-Dépor (2005), de Hannes Stöhr. Como Ladrón.
- Para que no me olvides (2005), de Patricia Ferreira. Como Antonio.
- Mia Sarah (2006), de Gustavo Ron. Como Manolo.
- A Biblioteca da iguana (2006), de Antón Dobao. Como Carlos.

## Televisión

### Personajes fijos
- A Familia Pita (1996). TVG.
- Con perdón (1997). TVG.
- Mareas vivas (1998). Como Francisco Taracido. TVG.
- Apaga a luz(1999)
- Máxima audiencia (2004). TVG.
- As leis de Celavella (2003). Como Belisario. TVG.
- Un paso adelante (2002-2004). Como Cristóbal Souto . Antena 3.
- A Vida por diante(2006). Como Bernardo. TVG.

### Personajes episódicos
- Pratos combinados (1995). TVG.
- Periodistas (2001). Telecinco.
- Terra de Miranda (2001). TVG.
- Hospital Central (2005-2006). Como Miguel Romero (varios episodios). Telecinco.
- Padre Casares (2013). TVG
- Fariña (2018). Antena 3.
- Rapa (serie de televisión) (2022-2024). Movistar Plus+

## Otros trabajos

### Web  series
- Clases de los social (2014). Temporada 2, capítulo 5. Como Arturo, padre de Carlos.